# كالي غاريس
كالي غاريس (من مواليد 21 أغسطس 2000) عارضة الأزياء وحاملة لقب ملكة جمال أمريكية بعدما توجت بمسابقة ملكة جمال مراهقات الولايات المتحدة الأمريكية 2019. سبق أن توج بمسابقة ملكة جمال مراهقات كونيتيكت الولايات المتحدة الأمريكية 2019؛ هي الثانية من كونيتيكت التي تتوج ملكة جمال مراهقات الولايات المتحدة الأمريكية، بعد لوجان ويست الذي توج ملكة جمال الولايات المتحدة الأمريكية عام 2012.
بعد فوزها، حظيت باهتمام وطني لارتدائها شعرها الطبيعي الأفرو خلال المسابقة. بعد فوزها في نفسها، فازت تشيسلي كريست بمسابقة ملكة جمال الولايات المتحدة الأمريكية 2019 ، و نيا فرانكلين بمسابقة ملكة جمال أمريكا 2019 ، وهي السنة الأولى في التاريخ الأمريكي التي فازت فيه ثلاث ملكة أميركيات من أصول أفريقية.